# Camille Muls (wielrenner)
Camille Muls (Sint-Joost-ten-Node, 20 maart 1916 - Jette, 28 juli 2005) was een Belgisch wielrenner. Hij was beroepswielrenner van 1936 tot 1944.

## Loopbaan
Muls werd in 1935 Belgisch kampioen bij de onafhankelijken. Het jaar nadien werd jij beroepsrenner. In zijn eerste seizoen won hij Parijs-Troyes. Zijn beste ereplaats was een vijfde plaats in de Parijs-Brussel van 1938.

## Overwinningen
1935
Belgisch kampioenschap wielrennen voor onafhankelijken
1936
Parijs-Troyes

## Resultaten in voornaamste wedstrijden
| Jaar | Luik-Bast.‑Luik | Waalse Pijl | Parijs-Tours | Parijs-Brussel |
| ---- | --------------- | ----------- | ------------ | -------------- |
| 1936 | 20e             |             | 10e          |                |
| 1937 |                 |             |              |                |
| 1938 |                 |             | 13e          | 5e             |
| 1939 |                 |             |              |                |
| 1940 |                 |             |              |                |
| 1941 |                 | 20e         |              |                |
| 1942 |                 | 10e         |              |                |
| 1943 |                 |             |              |                |
| 1944 |                 |             |              |                |

## Ploegen
- 1936: Thomann-Dunlop
- 1937: La Française-Dunlop
- 1938: Thomann-Dunlop
- 1939: Alcyon-Dunlop
- 1940: Thomann
- 1941: Alcyon-Dunlop
- 1942: Alcyon-Dunlop
- 1942: Alcyon-Dunlop
- 1944: Alcyon-Dunlop